# Neumarkt in der Oberpfalz
Neumarkt in der Oberpfalz (en austro-bávaro: Neimack, Neimoarkt), es un poblado, capital del Distrito de Neumarkt en el Alto Palatinado, en la región de Alto Palatinado, en el estado de Baviera, en Alemania.

## Geografía
Neumarkt se encuentra en el borde occidental de la Jura de Franconia, localizada en un valle. La región municipal llega hasta el Jura Bávaro, por el este. El valle de Neumarkt drena hacia el norte a través del río Schwarzach, un afluente del río Regnitz, finalmente desemboca en el Río Main, y al sur a través del río sulz, un afluente del Río Altmühl, que finalmente desemboca en el Danubio.
La altitud varía de 406 metros sobre el río Beckenmühle al norte, hasta 595 metros en las inmediaciones del Fuchsberg, como referencia, la elevación del ayuntamiento se da a 423 metros. La región municipal tiene una superficie de 73,09 kilómetros ². 

## Historia
Las huellas del primer asentamiento humano en Neumarkt se remontan hasta el periodo Neolítico. Alrededor de Neumarkt hay numerosos túmulos y varios terraplenes celtas. Se supone que la ciudad que fue fundada por primera vez por los bávaros entre el siglo VI y VII.
La fecha exacta de la fundación de la ciudad se desconoce, pero se supone que su fundación como "Neuer Markt" pudo haber sucedido en el comienzo del siglo XII, en una ruta comercial entre Núremberg y Ratisbona. La ciudad fue mencionada por primera vez en un documento en 1135, y las fortificaciones de la ciudad se menciona por primera vez en 1315.